# Монте-Карло (Макао)
Футбольний клуб «Монте-Карло» (спрощ.: 蒙地卡羅體育會, порт. Clube Desportivo Monte Carlo) — професійний футбольний клуб з Макао, який грає в Елітній лізі Макао. Клуб заснований у 1984 році, та проводить домашні матчі на Олімпійському комплексі Макао.

## Історія
Клуб «Монте-Карло» заснований у 1984 році, та за короткий час вийшов до найвищого дивізіону Макао. У 2002 році клуб уперше переміг у чемпіонаті Макао, а в 2003 році вперше брав участь у Лізі чемпіонів АФК, де в третьому кваліфікаційному раунді поступився південнокорейській команді «Теджон Сітізен».

## Титули і досягнення
- Чемпіон Макао (5): 2002, 2003, 2004, 2008, 2013
- Володар Кубка Макао: 2023